# Авраамові угоди
Авраамові угоди (англ. Abraham Accords, івр. הסכמי אברהם, араб. اتفاقيات إبراهيم) або Угоди Абрагама — серія договорів про нормалізацію відносин між Ізраїлем і арабськими державами, підписаних у 2020—2021 роках. Їхня назва відсилає до патріарха Авраама, віра в якого присутня в усіх найбільших авраамічних релігіях: юдаїзмі, християнстві та ісламі. Початкова заява про нормалізацію, зроблена за посередництва США 13 серпня 2020 року, стосувалася тільки угоди між Ізраїлем і ОАЕ; 11 вересня 2020 року було оголошено про угоду між Ізраїлем і Бахрейном. 15 вересня 2020 року в Білому домі США було проведено офіційну церемонію підписання Угод Авраама. У межах двосторонніх угод і ОАЕ, і Бахрейн визнали суверенітет Ізраїлю, що дало змогу встановити повноцінні дипломатичні відносини.
У грудні 2020 року до Угод Авраама приєдналося Марокко, а в січні 2021 року — Судан, який став шостою арабською державою, що нормалізувала відносини з Ізраїлем (включно з Єгиптом і Йорданією).

## Історія
Початкові Угоди Авраама підписали 15 вересня 2020 року міністр закордонних справ Бахрейну Абдуллатіф бін Рашид аль-Заяні, міністр закордонних справ ОАЕ Абдалла ібн Заїд Аль Нагайян і прем'єр-міністр Ізраїлю Беньямін Нетаньягу в присутності американського президента Дональда Трампа. Перемовини з боку США провів зять і старший радник Трампа Джаред Кушнер за допомогою посланця з Близького Сходу Аві Берковіца. Встановлення Ізраїлем дипломатичних відносин з ОАЕ і Бахрейном стало першим прикладом арабо-ізраїльської нормалізації з 1994 року, коли було підписано мирний договір між Ізраїлем і Йорданією.
Мирний договір між Ізраїлем і ОАЕ містить у собі документи «Угода Авраама про мир: Мирний договір» і «Дипломатичні відносини і повна нормалізація між Об'єднаними Арабськими Еміратами і Державою Ізраїль». Бахрейнсько-ізраїльський мирний договір має назву «Угода Авраама: Декларація про мир, співпрацю та конструктивні дипломатичні й дружні відносини».
У грудні 2020 року до Угод Авраама приєдналося Марокко, підписавши ізраїльсько-марокканський мирний договір після того, як США визнали контроль Марокко над спірними територіями Західної Сахари. За рік, 24 листопада 2021 року, міністр оборони Ізраїлю Бені Ґанц підписав угоду про взаєморозуміння в галузі безпеки з міністром оборони Марокко Абдельлатіфом Лудійї. Це перший випадок, коли Ізраїль відкрито підписав таку угоду з арабською державою. Вона офіційно закріпила оборонні зв'язки між країнами, що дало змогу поліпшити співпрацю між їхніми оборонними відомствами.
У січні 2021 року до Угод Авраама приєднався Судан, підписавши ізраїльсько-суданський мирний договір після того, як США вилучили Судан зі свого списку держав-спонсорів тероризму і надали йому кредит у розмірі 1,2 мільярда доларів, для погашення боргів перед Світовим банком. 6 січня 2021 року Судан офіційно підписав «Декларацію про Угоди Авраама» в Хартумі за присутності міністра фінансів США Стівена Мнучіна, а у квітні скасував закон від 1958 року про бойкот Ізраїлю; однак, на відміну від ОАЕ і Бахрейну, Судан не підписав основну частину пакета документів і не обмінявся посольствами з Ізраїлем. Станом на серпень 2023 року, перемовини сторін тривають.

## Перемовини
Підписання Угод Авраама стало результатом довгострокової стратегії нормалізації відносин між Ізраїлем і низкою арабських держав. Хоча офіційне оголошення про нормалізацію відносин між Ізраїлем і ОАЕ в серпні 2020 року стало несподіванкою для багатьох, перемовини тривали кілька років, і значну роль у них зіграла дипломатична підтримка адміністрації Дональда Трампа, зокрема його радників Джареда Кушнера, Аві Берковіца, а також посла Ізраїлю в США Рона Дермера.
Одним із каталізаторів перемовин стало припинення планів Ізраїлю щодо анексії частини територій на Західному березі Йордану, що допомогло пом'якшити критику з боку арабських держав, таких як ОАЕ. Важливим фактором стало також прагнення Ізраїлю та арабських країн Перської затоки до зміцнення регіональної безпеки на тлі загрози, яка походить від Ірану.
Офіційна церемонія підписання угод відбулася в Білому домі 15 вересня 2020 року, де Ізраїль, ОАЕ і Бахрейн підтвердили встановлення дипломатичних відносин, що стало важливим кроком у зміні регіональної динаміки на Близькому Сході.

## Вплив
Укладення Угод Авраама сприяло зміцненню регіональної безпеки, зокрема за допомогою розвитку стратегічного співробітництва між Ізраїлем, ОАЕ і Бахрейном. Відзначається взаємодія з оборонних і кібернетичних питань.
Угоди відкрили значні економічні можливості, особливо в галузі торгівлі та інвестицій. Вони також сприяли зміцненню оборонного співробітництва між Ізраїлем і низкою арабських країн, таких як ОАЕ і Бахрейн, що дало змогу значно поліпшити економічну та оборонну взаємодію між регіонами.
Угоди змінили політичну та економічну динаміку на Близькому Сході, принісши, зокрема, значні вигоди Ізраїлю та ОАЕ, зміцнивши їхні відносини, особливо у сфері торгівлі та інвестицій. Водночас той факт, що процес нормалізації не мав прямого впливу на розв'язання ізраїльсько-палестинського конфлікту, викликав критику серед арабських країн.